# 爱丽丝·盖恩斯巴勒
艾莉絲·蓋恩茲博羅（又译作），是《最终幻想VII》 和《最终幻想战略版》中的一个角色，来自史克威尔公司（现在已合并为史克威尔艾尼克斯）开发的角色扮演游戏《最终幻想VII》。她是由野村哲也在北濑佳范、坂口博信和天野喜孝的影响下设计出来的角色。
《最终幻想VII》中的女主角（之一），她是星球上唯一仅存的古代种（赛特拉）與人類的混血兒，白魔晶石的持有者。身负沉重的宿命，身份特殊从小就被神罗四处追讨，却始终保持着活泼开朗又富含智慧的性格。也是全員最強魔法師，可發動各類魔法陣，將魔晶石魔法效能提升到最高。
在日语版本中她的声优是坂本真绫。在英语版中她有多个声优，在游戏《王国之心》由歌手兼演员曼迪·穆尔擔任，在《王国之心II》和《最终幻想VII 降临之子》中，声优是米娜·苏瓦丽，在《最终幻想VII 核心危机》和《王国之心III》的《Re Mind》DLC中，声优是安德莉·鲍恩，在《最终幻想VII 重制版》中，声优是布里亚娜·怀特。爱丽丝和围绕着她在《最终幻想VII》中的死亡事件总体上得到评论家和粉丝们的积极评价。

## 角色经历与登场
爱丽丝是從事古代種研究的賈斯特博士和最後純血古代種伊法爾娜所生的混血兒，出生20天後，身為賈斯特博士同僚的宝条教授闖進前者位於雪原村的住家，殺死賈斯特博士兼捕獲艾莉絲進行研究。母女倆於被捕獲的七年後逃出神羅總部，但是伊法爾娜為了保護艾莉絲而身受重傷，倒在7号贫民窟的火车站台上，此時長期在火车站台等候且不知參與五臺戰爭的丈夫過身的寡婦艾米娜發現了母女倆，接受伊法爾娜臨終前的委託收養艾莉絲。與此同時，神羅組織仍持續監視著艾莉絲。
這些經歷導致艾莉絲自幼便討厭神羅組織，拒絕塔克斯的曾邀請她加入神羅。隨著艾莉絲日漸成長，身為古代種血統、能夠聆聽星球聲音的能力日益明顯，以至於她開始試著隱藏這般能力；神羅組織則因為受五臺战争影響耗尽了大部分资源，推迟了最初计划的新米德加计划。

### 最终幻想VII

《最终幻想VII 重制版》中，爱丽丝的人物形象

爱丽丝以卖花女的身份初次登场，她遇见了正在为反政府武装组织雪崩工作的克劳德，他正逃离魔晄炉爆炸的现场。他们的第二次相遇是在第五区贫民窟的爱丽丝的教堂裡，爱丽丝此时正在被塔克斯追捕。爱丽丝要求克劳德成为她的保镖，报酬是与克劳德约会一次。她最终还是被抓获，但是被克劳德和他的朋友们所救。爱丽丝然后加入了他们去寻找萨菲罗斯，同时也开始了她的自我发现之旅。
在试图阻止萨菲罗斯盗窃黑魔晶石未果后，爱丽丝独自一人来到了遗忘之都。克劳德和他的朋友们赶来发现她正在祭坛上祈祷。正当爱丽丝抬头对克劳德微笑之时，萨菲罗斯从天而降用刀刺穿了她的身体。克劳德抱着她的尸体把她安葬在遗忘之都的一个湖泊里，让她回歸星球。爱丽丝的死讯传到了爱丽丝的养母这里，这部分交代了爱丽丝为什么要去遗忘之都：通过她的白魔晶石，它能够召唤「神圣」的力量，并且是唯一能够击退已经被萨菲罗斯发动的终极破坏魔法——「流星」的力量。尽管爱丽丝成功的在她死之前发动了白魔晶石，但这个力量被萨菲罗斯所控制。当萨菲罗斯被击败，究极白魔法最终被释放，但此时似乎已为时已晚，因为流星已接近地球表面。流星与白魔法的力量在互相抵抗之際，克勞德等人看見爱丽丝以双手合一的姿態，祈祷生命之流能够保卫星球，最终星球被守护。

### 最终幻想VII补完计划

#### 最终幻想VII 危机之前
在《最终幻想 VII 危机之前》中，故事发生在《最终幻想VII》的前几年，爱丽丝成为由艾芙（Elfé）所领导的雪崩组织的目标，雪崩坚信神罗公司正在慢慢害死这个星球。雪崩想要利用她了解应许之地的下落，爱丽丝因此成为神罗和雪崩争夺的目标，同时也有一名塔克斯的成员想要保护她。

#### 最终幻想VII 核心危机
爱丽丝也出现在前传游戏《最终幻想 VII 核心危机》中。在16岁时，她遇到札克斯，在他的逗留在贫民窟教堂期间，爱丽丝和札克斯建立了友達以上，恋人未滿的关系。一次，札克斯与萨菲罗斯、克劳德等前往尼布尔海姆执行任务，调查魔晄炉，结果札克斯与克劳德被发狂的萨菲罗斯打至重伤，被宝条带回实验室浸泡在魔晄罐中4年，后来札克斯凭借坚强的意志，带着魔晄中毒的克劳德逃出，但札克斯在游戏结尾被神罗士兵杀害。在那些年里，爱丽丝帮助她的母亲通过种植和销售鲜花谋生，这项工作使她在《最终幻想VII》开始时遇到了克劳德。

#### 通向微笑之路
在官方小说《通向微笑之路》中有一单独篇章《生命之流-黑与白》，介绍了原版游戏结束后至《降临之子》开始前，爱丽丝与萨菲罗斯在生命之流中的经历。黑色指萨菲罗斯，白色指爱丽丝。

#### 最终幻想VII 降临之子
爱丽丝作为克劳德的精神向导在CG电影《最终幻想VII 降临之子》中多次登场，敦促克劳德继续自己的生活，并原谅自己无法控制的悲剧，并告诉他她从未为指责过他关于自己的死亡。在他们的意识重聚中，爱丽丝在开满鲜花的草地上与克劳德交谈，取笑他如何不必要地负担自己的过去。但是，她了解他的痛苦，并讲了一些支持的话语。当原版游戏中的团队的每个角色帮助克劳德对巴哈姆特进行最终攻击时，爱丽丝也出现了，她是协助克劳德的最后一名成员。當克勞德再度和賽菲羅斯決戰而掉入生命之泉的時候，艾莉絲與札克斯的幻影再度現身和克勞德對話，將其送回地面。事後，克勞德在教堂門口看見札克斯和艾莉絲的幻影，艾莉絲轉身告訴克勞德「已經沒事了」，克勞德目送札克斯和艾莉絲的幻影走進並消失在背景的白光中，克劳德最终明白，他并不孤独。

### 其他登场
爱丽丝的角色在《最终幻想VII》之外的几个游戏中也有登场。在《最终幻想战略版》中，她以卖花姑娘的身份出现， 当一群罪犯骚扰她时，克劳德出现了，玩家与敌人进行了战斗，让她逃脱了。《富豪街》拥有玩家可操作的爱丽丝，以及其他《最终幻想VII》角色蒂法、克劳德和萨菲罗斯。她还与尤菲·如月在移动版中一同登场。尽管无法操作，但爱丽丝还是作为辅助角色出现在格斗游戏《最终幻想 纷争012》中。她还在节奏游戏《最终幻想 节奏剧场》中扮演代表《最终幻想VII》的子角色。在《小小大星球2》中，爱丽丝是可下载的角色模型。
爱丽丝在《王国之心》中登场，成为致力于击败“无心者”的成员。该小队还包括《最终幻想VII》的其他角色和《最终幻想VIII》的Leon（即史克爾·里昂哈特）。在《王国之心》的情节中，艾里斯向主角唐老鸭、高飞和索拉提出了击败无情者的方法，并在整个游戏中为玩家提供建议。她还出现在《王國之心 記憶之鍊》中，作为索拉记忆中的感性形象。《王国之心II》中，爱丽丝身着改良版的《危机之前》中的裙子。她，Leon和尤菲为虚空城运营着一个修复委员会。爱丽丝也再次出现在《王国之心III》的DLC「Re:Mind」中。
官方攻略本《最终幻想VII Ultimania Ω》收录了本尼·松山（Benny Matsuyama）所著的小说《巡游星球的少女》（星を巡る乙女、The Maiden Who Travels The Planet），讲述爱丽丝在《最终幻想VII》中去世之后的生命历程。动画电影《无敌破坏王》（Wreck-It Ralph）中，早期在地铁站的涂鸦中提到了爱丽丝，涂鸦上写着“爱丽丝活着”。

## 概念与创作
爱丽丝角色由野村哲也设计，并受到游戏总监和编剧北濑佳范和坂口博信的影响，而天野喜孝创作的艺术概念设计也对爱丽丝的设计产生了影响。她有一双绿色的眼睛，一头棕色的长发，用一条粉红色的缎带扎的辫子。她穿着粉红色的长裙，波蕾若式开襟短夹克和棕色徒步靴。长裙的设计看起来很淑女，与蒂法的迷你裙形成了对比。在开发过程中，爱丽丝被认为是萨菲罗斯的兄妹，因为这两个设计彼此相似，但他们俩最初被设定为前恋人，爱丽丝在见到克劳德时记起萨菲罗斯，因为两者都是前神罗战士。在开发后期，爱丽丝的初恋变成了札克斯。
她的绿色眼睛是自然的象征，也与蒂法的棕色眼睛形成了另一种对比。野村没有对爱丽丝的在《降临之子》中的设计做出很大改动，但她的设计在《王国之心》中进行了修改，取消了短上衣，这使她的服装看起来更像是天野喜孝最初绘制的版本。其他更改包括增加了手镯和皮带。野村在《危机之前》中修改了裙子，增加了白色和绿色，并且这个版本也被用作《王国之心II》中她设计的基础。
爱丽丝的原始日语名称是（Earisu），发音为[eaɾisɯ]。在《最终幻想VII》和《最终幻想战略版》中将其音译为“Aeris”，但在后来的产品中已更改为“Aerith”。两种音译都有基础，因为在将“ s”（/ s /）和“ th”（/θ/）转录为日语时会使用日语的“su”（ス）。日本官方材料使用拼写“Aerith” ，并且开发人员表示“Aerith”是“Earth”的近似字谜。在游戏发行之前，西方游戏杂志（例如1996年5月发行的《电脑与电子游戏》）也将其称为“Aerith”。
在《最终幻想VII》的早期策划阶段，爱丽丝是仅有的三位主角之一，即她自己、克劳德和巴雷特。在打给北濑佳范的电话中，有人建议在游戏中的某个时刻，其中一个主要角色应该死掉，在对究竟是巴雷特还是爱丽丝进行了很多讨论之后，制作人选择了爱丽丝。野村哲也在2005年《电子游戏月刊》的一次采访中说：“克劳德是主要角色，因此你无法真正杀死他。而巴雷特...这太明显了。” 在设计《最终幻想VII》时，野村对“多年的陈词滥调感到沮丧，因为主人公非常爱一个人，因此不得不牺牲自己，以戏剧性的方式死去表达这种爱”。他发现这种形式都出现在北美和日本的电影和视频游戏中，并问“为人们树立这样的榜样是否正确？” 北濑佳范总结道：“在现实世界中，情况大不相同。需要考虑周围情况，没有人愿意那样死，人们死于疾病和事故，死亡突然来临，没有好与坏的概念，它留下的不是一种戏剧性的感觉，而是空虚的感觉。当你失去你挚爱的人，你会感受到这种巨大的空虚，并想：“如果我知道这将要发生，那么我会做些不同的事情。”这些是我想在游戏初期相对于爱丽丝逝世而引起玩家的感觉。是真实感，而不是好莱坞那样的感觉。”
野村哲也认为，“死亡应该是突然而出乎意料的，而爱丽丝的死似乎更为自然和现实。”他说：“当我思考《最终幻想VII》时我在想，如果粉丝对她的突然死亡感到非常生气，这可能意味着我们在她的角色设计上取得了成功。如果粉丝只是接受了她的死亡，那意味着她不是有效的角色。”从游戏的原版开始，就有传言称爱丽丝可以复活，或者最初的计划是让她复活，但这在开发中被取消了。野村明确表示，这些谣言都不是真的。 “世界期待我们让她复活，因为这是经典的惯例。”日本玩家漫长的请愿书要求让爱丽丝复活，但他对此予以驳回，并指出“爱丽丝之死有很多意义，她的复活永远不可能发生。” 爱丽丝的英文配音演员米娜·苏瓦丽解释说，《降临之子》中的爱丽丝具有短暂的临场感。她为自己的角色感到高兴。
关于重制版，史克威尔希望避免在主角克劳德的三角恋中对两个女孩表现出过多的偏爱。布里安娜·懷特研究了坂本真绫的配音，以吸引玩家。

## 主题曲

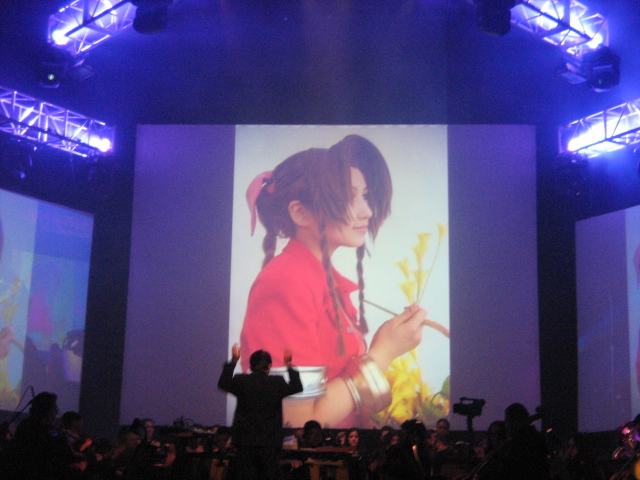
2009年电玩交响音乐会上的演出

在《最终幻想VII》中，与爱丽丝相关的主旋律播放了数次，在爱丽丝的母亲在她家中的倒叙场景中首次听到，并在她被萨菲罗斯杀死时重复。它由《最终幻想》作曲家植松伸夫编曲。“在教堂裡盛开的花朵”（Flowers Blooming in the Church）片段也是基于此创作。
《爱丽丝主题曲》在最终幻想的粉丝中非常受欢迎，并启发了管弦乐版本、钢琴版本和由歌手中野律紀（她也为《最终幻想X》演唱过）演唱的人声版本。主题曲的钢琴版在《降临之子》中出现了两次，曲目《水》呼应了主题曲的另一面：爱丽丝主题曲的开头部分出现在曲目《Divinity II》的高潮之前，其后不久作为拉丁短语“ Sola Dea fatum novit”（“只有女神才知道命运”）的最后收束，并且在影片的尾声中也有所体现。OverClocked ReMix 在《最终幻想VII》的相关作品《Voices of the Lifestream》（《生命之流的声音》）中进行了重新演绎。 2013年，“《爱丽丝主题曲》在《Classic FM》殿堂中排名第三。

## 评价
爱丽丝得到了评论家的总体好评。《GamesTM》称她为“游戏界的传奇”。RPGamer的Stuart Hoggan认为，尽管爱丽丝“代表处境艰难的少女”，但她“打破了人格的桎梏，”拥有“令人敬畏的勇气。 2007年，由于她的死亡场面以及美丽的外表和个性，她被《Tom's Games》列入电子游戏史上前50名最伟大的女性角色之列。同年，她在《電擊PlayStation》有关原版PlayStation的回顾性奖项中被评为有史以来第五好的人物。IGN在《最终幻想VII》的顶级角色列表中将她排在第二位，比游戏的主角克劳德高出一位。GameTrailers在2010年将她列为“不属于您的女人”名单的首位。 GameZone的Heath Hooker在2012年的《最终幻想》角色排行榜中将爱丽丝排在第五位，并写道：“不仅在《最终幻想》系列中，而且在视频游戏历史上，爱丽丝都成为了偶像。” 她与克劳德的关系也收到了积极的评价，其中包括在IGN的有关最佳视频游戏恋情的文章中列出了两人。
该角色在游戏玩家中很受欢迎，尤其是日本玩家和《最终幻想》系列的粉丝。她被包括在GameFAQs的大多数“角色大战”竞赛中，尽管爱丽丝每次仅能进行几轮。2010年，《Fami通》读者将爱丽丝评选为第24佳电子游戏角色。2013年，爱丽丝在史克威尔艾尼克斯的官方民意调查中被票选为第二最受欢迎的女性《最终幻想》角色。同年，《Complex》杂志将她列为有史以来第七大最终幻想角色。
2020年，日本广播公司NHK对所有《最终幻想》系列进行了全球性但主要针对日本的调查。爱丽丝排名第三，仅次于第一名克劳德和第二名優娜（《最终幻想X》）。因此，爱丽丝分别位居第二最受欢迎的女性角色和《最终幻想VII》角色。
重制版中，爱丽丝角色在整个故事中的关心他人的程度和角色的发展受到了Siliconera的称赞。 尽管批评缺少了做错了事情来平衡角色表现的事件，但Siliconera仍然很喜欢她在古留根尾场景的表现，该网站还非常喜欢她与其他成员互动的方式。

《最终幻想VII》中爱丽丝之死的场景，被玩家和评论家认为是最具标志性的场景之一。

《最终幻想VII》中爱丽丝的死亡获得了相当多的关注。根据GamesTM的说法，她的死帮助确立了《最终幻想VII》的知名度。玩家在各种留言板和博客上讲述了那个场景所造成的情感影响。粉丝们向北濑佳范提交了请愿书，要求将她复活。GameSpy将她的死亡视为电子游戏历史上第十大电影时刻，而其读者则将其评为第二大电影时刻。GamePro认为她的死亡场景是所有游戏场景中最深刻的。Tom's Games称该场景为“最终幻想系列中，甚至包括其他任何游戏中，最有力和令人难忘的场景之一。” 《Edge》将她的死亡称为《最终幻想VII》的“戏剧化的顶峰”，并表示通过《最终幻想VII补完计划》重新介绍她“可以说破坏了这一伟大时刻。” 2005年，《电子游戏月刊》在其“十个最重要的游戏列表”中将《最终幻想VII》列为第六名，并指出如果没有这款游戏，“爱丽丝不会死，玩家也不会知道怎么学会哭。”ScrewAttack将爱丽丝之死放到了他们的前10大“ OMGWTF”时刻，称其为电子游戏历史上“最动人的时刻”之一。2011年，IGN在其“电子游戏场景排名”中，将她的死亡场景排名第一。2012年，《PlayStation官方杂志 - 英国》将其列入十大最感人的PlayStation时刻之一。在她和主角克劳德之间，死亡也被认为是不幸爱情故事的决定性时刻。
布莱恩·泰勒（Brian Taylor）为《Kill Screen》撰写文章，描述了一个“粉丝理论”的行动，即这些粉丝如何使爱丽丝复活或防止其死亡。他将这些努力与以说服查尔斯·狄更斯不要让《老古玩店》的可爱主角耐尔在书的结尾处死的写信运动进行了比较。泰勒认为，讨论这些“粉丝理论”并剖析游戏代码以对其进行测试的行为，是游戏体验的有效而重要的部分。

## 外部連結
- 《最終幻想VII 重製版》 爱丽丝·盖恩斯巴勒角色介紹 （页面存档备份，存于）